# Vlasta Veselá
Vlasta Veselá (15. října 1911 Brno – 14. června 1950 vazební věznice Ruzyně) byla česká lékařka, komunistka a feministka, příslušnice zdravotnického personálu v rámci československých interbrigád během Španělské občanské války, členka československého odboje, oběť komunistického režimu v Československu. V roce 1950 byla Státní bezpečností uvězněna v rámci přípravy monstrprocesu s tzv. spikleneckým centrem Rudolfa Slánského a obviněna z protistátní špionáže, v červnu téhož roku pak ve své cele spáchala sebevraždu.

## Život

### Mládí
Vlasta Veselá se narodila v Brně do rodiny krejčího Jana Veselého, měla pět sourozenců. Po střední škola mohla díky příspěvku Fischer-Linhartovy nadace vystudovat Lékařskou fakultu Masarykovy univerzity v Brně, kde odpromovala 26. června 1936 a získala titul MUDr. Byla levicově smýšlející, během studia vstoupila do komunistické organizace Kostufra.

### Interbrigády
Po vypuknutí občanské války ve Španělsku na jaře roku 1936 se Vlasta Veselá zapojila do tzv. Interbrigád, dobrovolnických ozbrojených jednotek chystaných k cestě do Španělska k podpoře republikánské demokratické vlády proti fašistickým silám generála Franca, organizované zejména diplomatem a někdejším agentem americké kontrarozvědky CIC Emanuelem Voskou. Jako jedna z 29 evidovaných interbrigadistek odcestovala s dalšími přibližně 1200 Čechoslováky (velkou, necelou poloviční, část z nich tvořili českoslovenští komunisté), kde se spolu s MUDr. Karlem Holubcem podílela na zřízení a provozu Polní nemocnice Jana Amose Komenského, provozované díky veřejné sbírce. Spolu s ní zde působili také lékařky Dora Kleinová či farmaceutka Helena Petránková. Nemocnice působila v oblasti bojů v Guadalajaře, roku 1937 se pak přesunula do Valencie, potom do oblasti Barcelony. Během války byla tato zdravotnická zařízení opakovaně terčem náletů. Veselá se zde zasnoubila, její snoubenec však ve válce zahynul.

### Francie
Po porážce republikánských sil a odvolání mezinárodních interbrigád odcestovala roku 1939 do Francie, kde se spolu s Dorou Kleinovou podílela na pomoci interbrigadistům, kteří byli francouzskou vládou jako příslušníci cizích států bojující v jiné než domovské zemi vězněni v několika internačních táborech. Po obsazení Francie Nacistickým Německem roku 1940 byla Veselá rovněž internována. Posléze se zde zapojila do protinacistického odboje, pohybovala se rovněž na území Němci neobsazené Vichistické Francie. Po jejím vojenském záboru Německem roku 1942 se jí povedlo emigrovat do neutrálního Švýcarska, kde až do konce války žila v Curychu.
Roku 1945 se vrátila zpět do Československa. Žila s novinářem Rudolfem Feigelem. Podílela se na organizaci mezinárodní zdravotnické pomoci, zaměstnána byla rovněž jako závodní lékařka nakladatelství Mladá fronta.

### Zatčení
Po komunistickém převratu v únoru 1948 upadla Veselá-Feiglová spolu s dalšími interbrigadisty v podezření ze špionáže pro americké tajné služby, zejména kvůli svým kontaktům s americkým humanitárním pracovníkem Noelem Fieldem, působícím po jistou dobu jako americko-sovětský dvojitý agent, zatčeným roku 1949 v Praze. Ve své výpovědi Veselou označila také zadržená Gisele Kischová, manželka Egona Ervína Kische, se kterou se s ní a jejím manželem setkali ve Španělsku. Svou roli sehrálo i angažmá Emanuela Vosky v CIC, taktéž uvězněného. Základ podezření však tvořila vykonstruovaná obvinění a uměle vytvořené důkazy, mající za cíl jednak zdiskreditovat část potenciálně politicky nebezpečných interbrigadistů, jednak připravit půdu pro monstrproces s tzv. spikleneckým centrem Rudolfa Slánského. Veselá byla s ostatními zadrženými ženami vězněna ve vazební věznici v Mladé Boleslavi, posléze pak v ruzyňské věznici v Praze. Zde byla podrobována brutálním výslechům, kdy byla nucena vyzradit další kontakty údajného špionážního centra, při výsleších však podle záznamů žádná jména lidí, kteří by se pak mohli stát obětí totalitní moci, neuvedla.

### Úmrtí
V psychickém vysílení si Vlasta Veselá uschovala několik prášků na spaní, které jí byly ve vězení podávány. 14. června se pak rozhodla spáchat sebevraždu, kdy se ve své cele těmito léky předávkovala. Zemřela ve věku 38 let.

### Po smrti
Někteří vyšetřovatelé StB, kteří se případem Veselé zabývali a vedli také výslechy, jako Karel Šváb a Osvald Závodský, byli později odsouzeni v rámci návazných politických procesů a popraveni.
V rámci politických změn v Československu byla Veselá zpětně rehabilitována. Za své zásluhy při bojích ve Španělsku a účast v protinacistickém odboji obdržela roku 1966 Pamětní medaili interbrigád in memoriam, udílené u příležitosti 30. výročí vzniku jednotek.